# Цица
Цица или Цице (рус. Цица, Цице; адиг. ЦӀыцӀэ) малена је река на југу европског дела Руске Федерације. Протиче преко централних делова Краснодарске покрајине, односно преко севера њеног Горјачкокључког градског округа.
Десна је и највећа притока реке Марте у коју се улива на њеном 35 km узводно од ушће, те део басена реке Кубањ и Азовског мора. Укупна дужина водотока је 30 km, док је површина сливног подручја око 136 km². најважнија притока је речица Глубокиј Јар дужине 16 km.